# Савиньи, Кунигунда фон

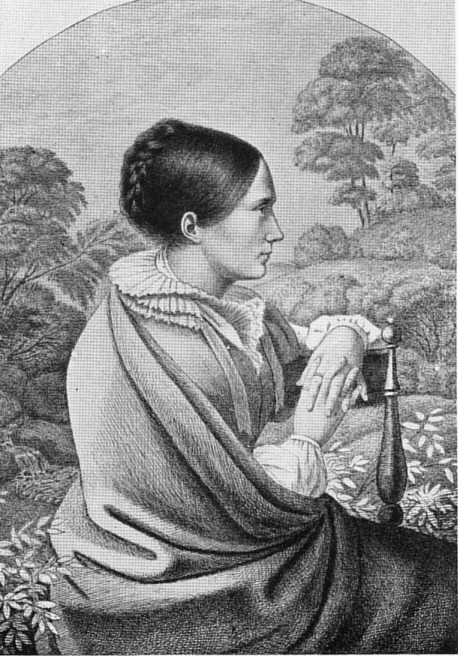
Кунигунда фон Савиньи

Кунигу́нда фон Савиньи́ (нем. Kunigunde von Savigny, урождённая Брентано; 8 июля 1780, Эренбрайтштайн — 17 мая 1863, Берлин) — дочь франкфуртского коммерсанта Петера Антона Брентано и его второй супруги Максимилианы фон Ларош. Родная сестра Клеменса Брентано и Беттины фон Арним. Супруга Фридриха Карла фон Савиньи.

## Биография
Кунигунда происходила из итальянской семьи Брентано, издавна укоренившейся в Германии. После ранней смерти матери (1794 г.) юная Гунда, вместе со своими тремя сёстрами Беттиной, Людовикой (Lulu) и Мелиной, была отправлена на воспитание в монастырь урсулинок во Фрицларе. Спустя два года Кунигунда вернулась во Франкфурт, а через год умер её отец. 17 апреля 1804 года Кунигунда вышла замуж за известного и состоятельного юриста Фридриха Карла фон Савиньи и стала ему хорошей помощницей в редактировании его сочинений.